# Saleem Farooqi
Saleem Farooqi (* 5. August 1940) ist ein ehemaliger pakistanischer Radrennfahrer.

## Sportliche Laufbahn
Saleem Farooqi war im Bahnradsport und im Straßenradsport aktiv. Er war Teilnehmer der Olympischen Sommerspiele 1956 in Melbourne. Das Straßenrennen beendete er nicht. In der Mannschaftswertung des Straßenrennens kam Pakistan mit Din Meraj, Shazada Muhammad Shah-Rukh, Muhammad Naqi Mallick und Saleem Farooqi nicht in die Wertung, da keiner der Fahrer das Rennen beendete. In der Mannschaftsverfolgung schied Pakistan in der Qualifikation aus. Im 1000-Meter-Zeitfahren belegte er beim Sieg von Leandro Faggin den 21. Rang.
Bei den Asienspielen 1958 gewann Farooqi Silbermedaillen im Tandemrennen und in der Mannschaftsverfolgung. Zudem nahm er an den British Empire and Commonwealth Games 1954 teil.